# 仁川交通公社
仁川交通公社（：／ Incheon Gyotong Gongsa */?）是韩国仁川广域市的一个国有企业，负责管理仁川广域市的城市公共交通。

## 历史
- 1998年4月15日 - 成立，初期名称为仁川地铁公社。
- 2009年10月6日 - 更改名称为仁川地铁。
- 2011年12月28日 - 改组为仁川交通公社。

## 管理范围

### 都市铁道
- 仁川都市鐵道 1號線、2號線
- 首爾地鐵7號線 富川 - 仁川路段

### 單軌鐵路
- 月尾海洋列車

### 汽车交通
- 7線 : lake blue - 新浦站
- 循環91線：松島公共車庫-松島體育中心
- 循環92線：松島公共車庫 - Hillstate Lake松島

### 靑羅國際都市新交通（朝鲜语：청라국제도시 신교통）

#### BRT
- 7700線 : 青羅國際都市 - 加陽站

#### GRT
- 701線 : 青羅國際都市 - 佳亭站
- 702線 : 青羅國際都市 - 佳亭站

### 已廢止
- 720線（2008年11月1日 - 2014年11月1日）
- 循環31線（2016年7月30日起由海盛運輸接辦）
- 循環43線（2016年7月30日取消）
- 循環51-1線（2018年9月15日取消）
- 循環51-2線（2016年7月30日取消）
- 循環81線（2016年7月30日取消）
- 循環82線（2016年7月30日取消）

### 其他企业
- 仁川交通研修院